# سامسونگ اس‌جی‌اچ-کیو۱۰۰
سامسونگ اس‌جی‌اچ-کیو۱۰۰ یک نمونه از گوشی‌های تلفن همراه سری Q شرکت سامسونگ می‌باشد که توسط همین شرکت به بازار عرضه شده‌است.